# Garrulax ruficeps
El charlatán coronirrufo (Garrulax ruficeps) es un especie de ave paseriforme de la familia Leiothrichidae endémica de los bosques montanos de Taiwán. Anteriormente se consideraba una subespecie del charlatán gorjiblanco (Garrulax albogularis).